# Lyd1
Lyd1 – wąskotorowa lokomotywa spalinowa produkowana od roku 1960 w zakładach Fablok w Chrzanowie i Zastal w Zielonej Górze.
Nazwą Lyd1 oznaczano na PKP dwa zbliżone typy lokomotyw: WLs150 i WLs180 (Wąskotorowa lokomotywa spalinowa), a nadto pojedyncze lokomotywy innych typów.

## WLs150
Trzyosiowa wiązarowa lokomotywa spalinowa typu WLs150 była produkowana w chrzanowskim Fabloku od roku 1960. Ogółem w latach 1960–1969 wyprodukowano 144 lokomotywy tego typu, z czego 28 sztuk trafiło do PKP, a reszta na koleje przemysłowe. Produkowano wersje na szerokość toru 750, 785 i 900 mm, natomiast planowana wersja na szerokość 600 mm nigdy nie powstała. Spalinowóz wyposażony został w silnik 5DSR150 o mocy 150 KM.
Obecnie Lyd1 typu WLs150 są eksploatowane na Górnośląskich Kolejach Wąskotorowych w Bytomiu, muzealnej Kolei Wąskotorowej Rogów – Rawa – Biała, Ełckiej Kolei Wąskotorowej i Pleszewskiej Kolei Lokalnej, oraz w Skansenie w Rudach. Lokomotywy z KWK Kazimierz-Juliusz w Sosnowcu po zamknięciu kolei trafiły na przełomie 2019/20 do Rogowa, Nowego Dworu Gdańskiego – Żuławska Kolej Dojazdowa oraz do Fundacji Galicyjskich Dróg Żelaznych.
Od 2008 roku jedna z lokomotyw WLs150 stacjonuje na Mławskiej Kolei Dojazdowej, a w marcu 2015 Lyd1-221 wyeksponowano przy ul. Wrocławskiej w Trzebnicy.

## WLs180
Lokomotywa typu WLs180 produkowana była przez zielonogórski Zastal w latach 1969–1972. Wyprodukowano 47 sztuk, które były eksploatowane głównie w przemyśle, choć pięć egzemplarzy otrzymały także PKP. Spalinowóz ten został wyposażony w mocniejszy silnik 6R1416 o mocy 180 KM, pozostałe parametry nie uległy zmianie.

## Lyd1-302
Serią Lyd1-302 została w 1960 roku oznaczona także przedwojenna lokomotywa Warszawskich Kolei Dojazdowych 50 L lub 51 L, zbudowana w warsztatach w Piasecznie w 1936 roku na tor o rozstawie 800 mm, która po wojnie znalazła się w Zarządzie Kolei Dojazdowych PKP w Bytomiu, przerobiona na rozstaw szyn 785 mm (przed 1960 oznaczona jako Ly-285, skasowana w 1971).

## Galeria

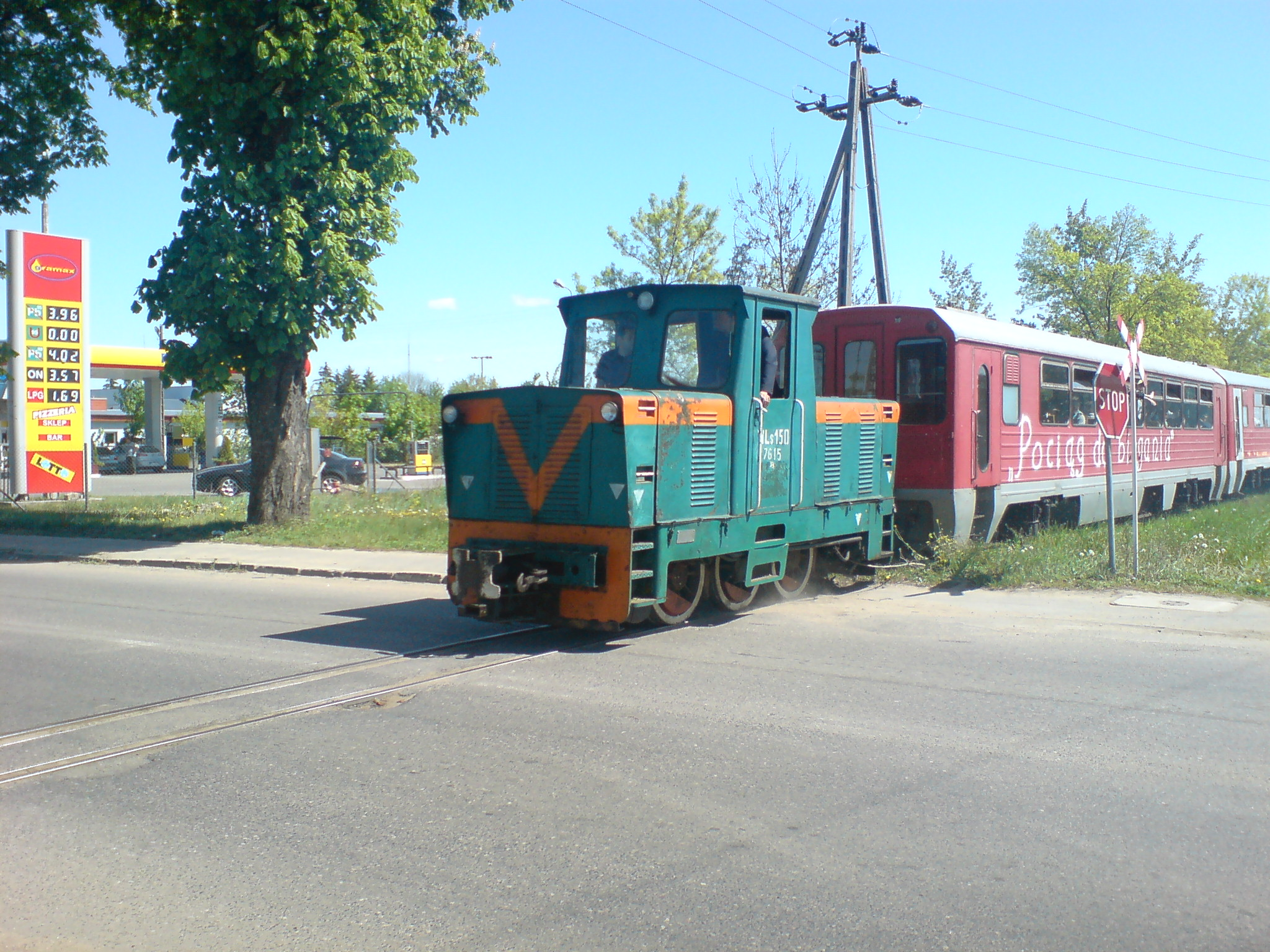
WLs150 w Przasnyszu
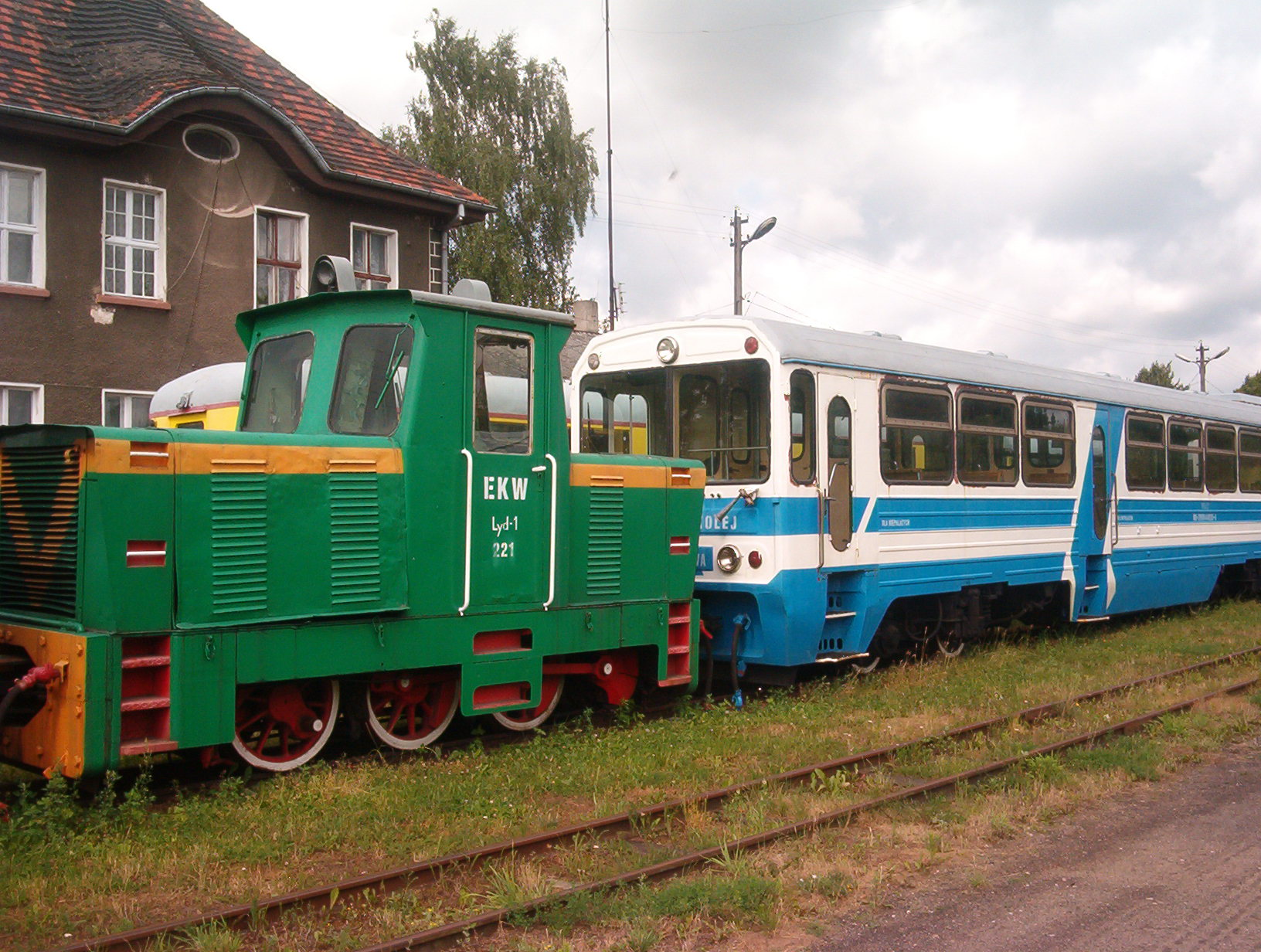
Lyd1-221
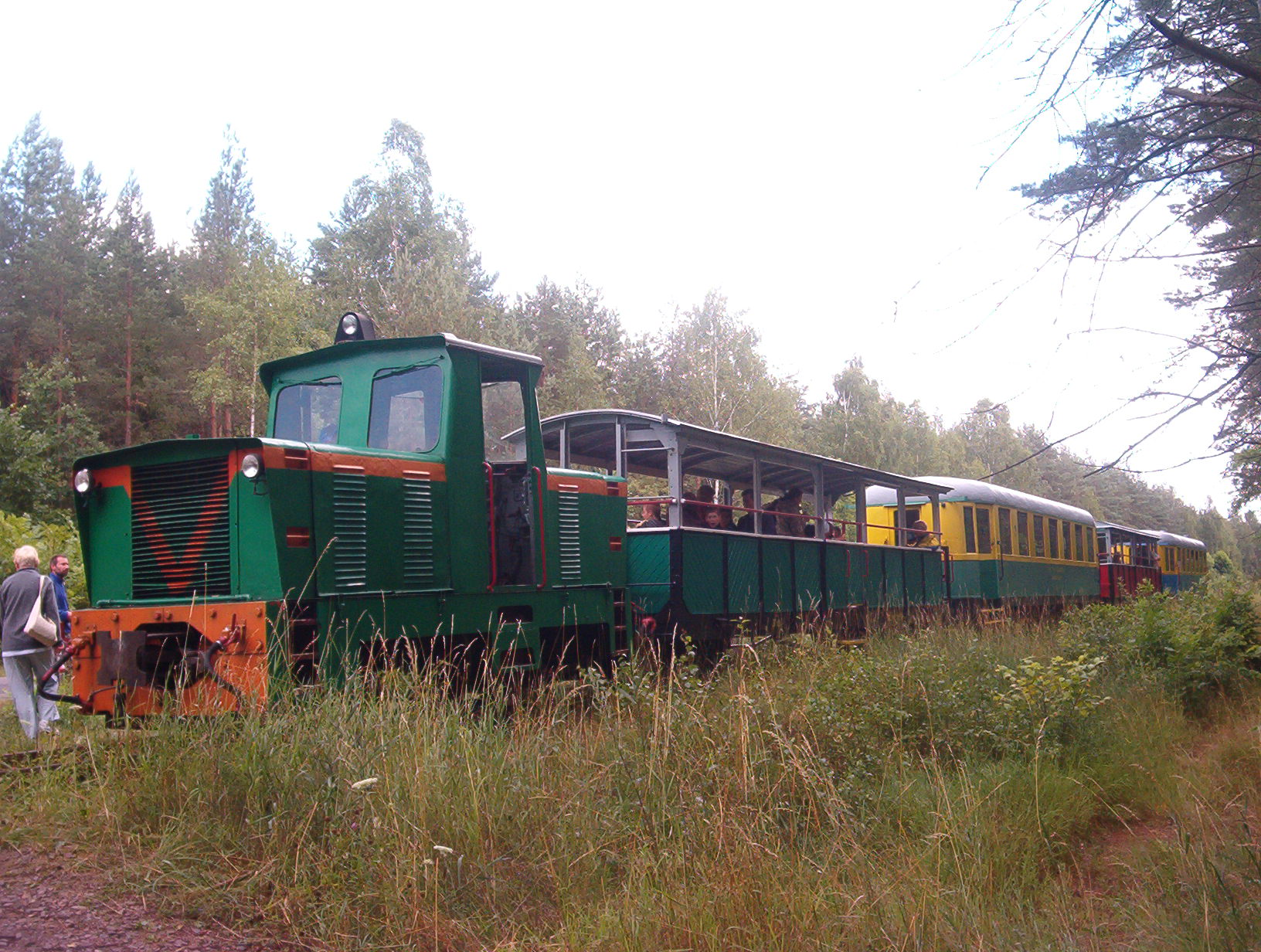
Lyd1 w Ełku